# Courboin
Courboin és un municipi francès situat al departament de l'Aisne i a la regió dels Alts de França. L'any 2007 tenia 280 habitants.

## Demografia

### Població
El 2007 la població de fet de Courboin era de 280 persones. Hi havia 103 famílies de les quals 23 eren unipersonals (8 homes vivint sols i 15 dones vivint soles), 34 parelles sense fills, 42 parelles amb fills i 4 famílies monoparentals amb fills.
La població ha evolucionat segons el següent gràfic:
Habitants censats

### Habitatges
El 2007 hi havia 133 habitatges, 109 eren l'habitatge principal de la família, 11 eren segones residències i 12 estaven desocupats. Tots els 133 habitatges eren cases. Dels 109 habitatges principals, 96 estaven ocupats pels seus propietaris, 10 estaven llogats i ocupats pels llogaters i 4 estaven cedits a títol gratuït; 5 tenien dues cambres, 16 en tenien tres, 32 en tenien quatre i 55 en tenien cinc o més. 81 habitatges disposaven pel capbaix d'una plaça de pàrquing. A 37 habitatges hi havia un automòbil i a 61 n'hi havia dos o més.

### Piràmide de població
La piràmide de població per edats i sexe el 2009 era:
| Homes | Edats   | Dones |
| ----- | ------- | ----- |
| 0     | 95 o +  | 0     |
| 0     | 90 a 94 | 0     |
| 0     | 85 a 89 | 0     |
| 0     | 80 a 84 | 0     |
| 8     | 75 a 79 | 0     |
| 0     | 70 a 74 | 8     |
| 4     | 65 a 69 | 4     |
| 12    | 60 a 64 | 8     |
| 16    | 55 a 59 | 4     |
| 4     | 50 a 54 | 16    |
| 12    | 45 a 49 | 12    |
| 8     | 40 a 44 | 8     |
| 20    | 35 a 39 | 16    |
| 0     | 30 a 34 | 8     |
| 16    | 25 a 29 | 0     |
| 0     | 20 a 24 | 12    |
| 4     | 15 a 19 | 4     |
| 12    | 10 a 14 | 24    |
| 4     | 5 a 9   | 4     |
| 4     | 0 a 4   | 0     |

## Economia
El 2007 la població en edat de treballar era de 186 persones, 146 eren actives i 40 eren inactives. De les 146 persones actives 138 estaven ocupades (76 homes i 62 dones) i 8 estaven aturades (3 homes i 5 dones). De les 40 persones inactives 17 estaven jubilades, 14 estaven estudiant i 9 estaven classificades com a «altres inactius».

### Ingressos
El 2009 a Courboin hi havia 113 unitats fiscals que integraven 310 persones, la mediana anual d'ingressos fiscals per persona era de 16.899 €.

### Activitats econòmiques
Dels 6 establiments que hi havia el 2007, 1 era d'una empresa alimentària, 4 d'empreses de construcció i 1 d'una empresa classificada com a «altres activitats de serveis».
Dels 4 establiments de servei als particulars que hi havia el 2009, 1 era un paleta, 2 fusteries i 1 lampisteria.
L'únic establiment comercial que hi havia el 2009 era una carnisseria.
L'any 2000 a Courboin hi havia 8 explotacions agrícoles que ocupaven un total de 1.176 hectàrees.

## Poblacions més properes
El següent diagrama mostra les poblacions més properes.